# Murilo de Almeida
 Murilo Ribeiro de Almeida (* 21. Januar 1989 in Presidente Prudente) ist ein ehemaliger brasilianischer-osttimoresischer Fußballspieler.

## Karriere

### Verein
Der Offensivspieler begann seine Laufbahn in der Jugend des brasilianischen Zweitligisten EC Bahia, wo er bis 2011 auch im Seniorenbereich aktiv war. Dann folgte der Wechsel zu Persiraja Banda Aceh in die Indonesia Super League. Anschließend spielte de Almeida für den Busaiteen Club und gewann dort 2013 die bahrainische Meisterschaft. In den folgenden sechs Jahren stand der Mittelstürmer bei weiteren zehn asiatischen Vereinen unter Vertrag, bevor er 2020 wieder zurück nach Brasilien wechselte und ein Jahr später seine Karriere ganz beendete.

### Nationalmannschaft
Nach seiner Einbürgerung in Osttimor erzielte de Almeida bei den Südostasienspielen 2011 in Jakarta in vier Gruppenspielen drei Treffer. Sein Debüt für die osttimoresische A-Nationalmannschaft gab der Stürmer am 5. Oktober 2012 im Rahmen der Südostasienmeisterschaft gegen Kambodscha und erzielte beim 5:1-Auswärtssieg in Rangun zwei Treffer. Auch im weiteren Gruppenspiel gegen Laos (3:1) war er einmal erfolgreich. Drei weitere Tore schoss de Almeida bei der Südostasienmeisterschaft 2014 gegen Brunei (4:2) und ist mit insgesamt sechs Treffern auf Platz drei der Rekordtorschützen Osttimors.

## Erfolge
- Bahrainischer Meister: 2013